# 佐藤ゆかり
佐藤 ゆかり（さとう ゆかり、1961年8月19日 - ）は、日本の政治家。　　　　　　　　　　
米テンプル大学日本校客員教授（専門経済安全保障政策）、株式会社フューチャーアナリティクス代表取締役、ホソカワミクロン株式会社社外取締役、SRSホールディングス株式会社社外取締役。衆議院議員・参議院議員を計16年間務め、経産省産業構造審議会臨時委員、中央大学客員教授、関西学院大学フェローなども歴任した。

## 来歴
東京都世田谷区生まれ。世田谷区立代沢小学校を卒業。幼少期には、実家の近隣に私邸のあった佐藤栄作夫妻と親交があった。中学・高校時代は静岡県の不二聖心女子学院中学校・高等学校で6年間寄宿生活を送る。
16年間に渡る海外在住を経て、1998年に米国から帰国し、2005年の衆議院総選挙に出るまでの間、外資系投資銀行のエコノミストとして勤務。大学でも経済学の教鞭を取り、経済産業省、財務省の審議会などで委員として提言も行なっていた。
2005年8月、郵政解散を受けた第44回衆議院総選挙で、自由民主党の候補者公募で郵政関連法案に反対した野田聖子元郵政大臣への対抗馬として岐阜1区から出馬を要請された。小選挙区では落選したが、比例東海ブロックでは名簿1位に登載されていたため、比例復活当選を果たしたが、党の調整で2008年1月、自民党は世論調査で僅差で優勢な野田聖子を同選挙区の公認候補とする方針を決定した。協議の結果、佐藤の東京5区への国替えが決まり、党本部で野田・佐藤両者がそろって記者会見を行った。
2009年8月30日の第45回衆議院総選挙では東京5区から立候補したが、政権交代前の自民党への大逆風に加えて、小杉隆元衆議院議員の夫人の巨額の借金問題も残されるなかで、民主党の手塚仁雄に敗れ、さらに比例東京ブロックでも惜敗率が及ばず落選した。
2010年7月、第22回参議院比例代表選挙に党公認で出馬し、当選。高村派に所属した。2014年には衆議院山形3区からの出馬に意欲を見せたが、自民党山形県連がつけた『参院議員が応募する場合は、辞職してから』という公募の条件に反発。同年5月に出馬断念を表明。同年11月21日、参議院議員を辞職し、翌12月、第47回衆議院総選挙にて衆議院大阪11区に鞍替え立候補し、小選挙区で当選した。
2017年9月、二階派に入会。同年10月の第48回衆議院総選挙では大阪11区で再び立候補したが、日本共産党が候補者の擁立を見送ったこともあり、民進党系無所属の平野博文に共産票が流れた結果、平野が当選。佐藤は次点で落選し比例近畿ブロックで復活当選した。
2021年10月の第49回衆議院総選挙では引き続き大阪11区で立候補したが、日本維新の会所属で元枚方市長の中司宏が初当選し、比例復活できず落選した。
2023年7月4日、自民党は同年4月の第20回統一地方選挙や前回衆院選での大阪府下での惨敗を受け、佐藤が支部長を務める大阪11区を含む大阪の6小選挙区で支部長の再公募を実施すると決定。7月18日、佐藤は大阪府枚方市で記者会見し、党の方針に苦言を呈し、支部長公募に応じず、次期衆院選に出馬しない意向を表明した。
2023年7月半ば、佐藤は従来運営していた有限会社２１世紀経済研究会を商号変更し、株式会社フューチャーアナリティクスの社名でシンクタンク・コンサルティング会社の経営を本格的に始めた。このほか、2021年12月からホソカワミクロン株式会社（東証プライム市場上場）の社外取締役、2024年6月からSRSホールディングス株式会社の社外取締役を務める一方、2025年1月から米テンプル大日本校の客員教授として、日本の安全保障・経済安全保障政策のコースをアメリカ人留学生を中心に教えている。。

## 政策
- 憲法への自衛隊明記や、日本とアジア地域での防衛構想も時代の要請として述べている[26]。
- 選択的夫婦別姓制度には、2010年までは反対しており、会社や社会活動において旧姓の使用を認める制度を明確化することで混乱を避けられると主張していた。2017年の朝日新聞によるアンケートにおいてもどちらかと言えば反対、としている。しかし、2021年の毎日新聞のアンケートでは、「反対」としている。

## 人物
- 国益のため堪能な英語で経済交渉にあたる新しい保守政治家、とみずからを称している[27]。
- 中学時代は陸上部、高校時代は美術部に所属[2]、渡米前の上智大学時代は少林寺拳法、軽音楽バンドなどに所属した[28]。
- 16歳の時に愛国心に目覚める。幼少期から親に戦争体験を聞かされて成長した佐藤は、国民を守り国益を守ることの重要さに想いを深め、大学時代になると、明らかに天皇制の擁護を論じ、親以上に保守の考えであることに親が驚くほどだった[2]。
- 米国留学していたコロンビア大学の学生時代から、佐藤は公共の利益のために働きたいとの思いから、国際公務員の仕事をめざし、経済学博士号を取得して国連職員になることも目指したが[2]、次第に国連の運営が国家の数から途上国中心になっていく展開やバブル崩壊後の日本の低迷を背景に、関心は自国経済の分析や再生に移った。
- 父親は慶應義塾大学法学部に在学中学徒動員で海軍に入り、実戦で戦ったが終戦後復員して日本精工株式会社に就職。母親は祖母が設立した事業を引き継ぎ、夫婦で興信所を経営。1986年に設立した東京都調査業協会の発足時に、初代副会長に就任。女性経営者による社会奉仕組織である米国発祥のパイロットクラブの日本会長を務めた[2][29][30]。
- 父方の遠縁伯父に、終戦前後、外務事務次官や英国大使を務めた後、広島県から自民党の衆議院議員となった松本俊一や、その兄弟で社会党の参議院議員となった松本賢一がいる[2]。
- 立憲民主党の元衆議院議員横光克彦の妻は佐藤の従姉である[2]。

## 政治問題
- 2015年9月、佐藤が代表を務める党大阪11区支部が2014年、選挙区内の建設業者から100万円の寄付を一旦預かった後返却していた[31]。党大阪11区支部が大阪府選挙管理委員会に確認したところ、返却金は収入として記載が不要であるとの回答があり、規定に従い記載しなかった。しかし、2016年2月、枚方市支部長を務める出来成元は、返金を収支報告書に記載しないのは政治資金規正法違反だとの独自の主張を展開し佐藤を刑事告発した[32]。佐藤の弁護代理人は取材に対し、「事実に反する。政治規正法違反罪で告発されれば、こちらは虚偽告訴罪で告訴を検討せざるを得ない」として出来を刑事告訴した[32]。
- しかし、二階俊博幹事長と面会した出来が2017年衆議院選前に訴えを取り下げ[33]、佐藤の弁護団から摘示されていた出来の作為的な会計処理の問題についても、出来は佐藤に対して謝罪するとともに、大阪府選挙管理委員会に対し、枚方市支部の捏造された収支報告書を訂正する届出を出して決着した。

## 略歴
- 1961年 - 東京都世田谷区生まれ[34]。
- 1980年 - 不二聖心女子学院高等学校卒業。
- 1980年 - 上智大学外国語学部フランス語学科入学。
- 1983年 - コロンビア大学へ転校。
- 1985年 - Science Politique de Paris、及びパリ大学へ短期留学。
- 1986年 - コロンビア大学政治学部 卒業。
- 1987年 - ジュネーブ大学大学院開発学研究所サーティフィケート課程修了。
- 1988年 - コロンビア大学国際公共政策大学院国際関係学修士課程修了。
- 1995年 - コロンビア大学アジア人同窓会日本共同代表就任。
- 1995年 - ニューヨーク大学経済学部非常勤講師。
- 1998年 - ニューヨーク大学大学院経済学博士課程修了。Ph.D取得（金融経済学専攻）。
- 1998年 - 日興ソロモン・スミス・バーニー証券（現シティグループ証券）エコノミスト就任。
- 2001年 - 応用経済時系列研究会委員、のち 理事就任。
- 2002年 - J.P.モルガン証券 シニアエコノミスト就任。
- 2003年 - 財務省主税局調査課税制問題研究会 委員就任。
- 2003年 - 笹川平和財団汎アジア基金運営委員会 委員就任。
- 2004年 - クレディ・スイス・ファースト・ボストン証券（現クレディ・スイス証券）チーフエコノミスト 兼 経済調査部長就任。
- 2004年 - 早稲田大学大学院公共経営研究科 非常勤講師に就任。
- 2005年 - 経済産業省産業構造審議会基本政策部会 臨時委員就任。
- 2005年 - 第44回衆院選に自民党から立候補。選挙区・岐阜1区で落選。比例東海ブロックで復活当選。
- 2005年 - 11月、党幹事長補佐に就任。
- 2006年 - 10月、党副幹事長（～2007年8月）。
- 2009年 - 第45回衆院選で東京5区から落選。
- 2010年 - 第20回参院選比例代表で自民党2位当選。
- 2011年 - 広島経済大学 特別客員教授に就任。
- 2012年 - 中央大学大学院国際会計学科 客員教授に就任。
- 2012年 - 立正大学評議員に就任。
- 2012年 - 経済産業大臣政務官（経済成長戦略担当）に就任。
- 2014年 - 自民党外交経済連携本部貿易紛争処理対策小委員会 委員長就任。
- 2014年 - 参議院消費者問題に関する特別委員会 委員長に就任。
- 2014年 - 第47回衆院選に大阪11区から鞍替え立候補、小選挙区当選。
- 2016年 - 自民党政務調査会観光立国政策調査会 副会長、中小企業・小規模事業者政策調査会 副会長、科学技術・イノベーション戦略調査会 副会長 就任。
- 2017年 - 第48回衆院選で比例近畿ブロックで当選。
- 2018年 - 総務副大臣（デジタル・郵政担当）兼 内閣府副大臣に就任。
- 2019年 - 環境副大臣（地球温暖化対策担当）に就任。
- 2020年 - 自民党政務調査会 経済産業部会長就任。
- 2021年 - ホソカワミクロン株式会社 社外取締役に就任。
- 2023年 - 関西学院大学フェローに就任。
- 2023年 - 株式会社フューチャーアナリティクス代表取締役に就任。

## 選挙歴
| 当落 | 選挙                     | 執行日         | 年齢 | 選挙区               | 政党       | 得票数     | 得票率 | 定数 | 得票順位 /候補者数 | 政党内比例順位 /政党当選者数 |
| ---- | ------------------------ | -------------- | ---- | -------------------- | ---------- | ---------- | ------ | ---- | ------------------ | ---------------------------- |
| 比当 | 第44回衆議院議員総選挙   | 2005年09月11日 | 44   | 比例東海（岐阜1区）  | 自由民主党 | 8万1189票  | 35.85% | 1    | 2/4                | 2/9                          |
| 落   | 第45回衆議院議員総選挙   | 2009年08月30日 | 48   | 東京5区              | 自由民主党 | 12万1244票 | 40.77% | 1    | 2/4                | /                            |
| 当   | 第22回参議院議員通常選挙 | 2010年07月11日 | 48   | 比例区               | 自由民主党 | 27万8312票 |        | 48   | /                  | 2/12                         |
| 当   | 第47回衆議院議員総選挙   | 2014年12月14日 | 53   | 大阪11区             | 自由民主党 | 7万3931票  | 34.56% | 1    | 1/4                | /                            |
| 比当 | 第48回衆議院議員総選挙   | 2017年10月22日 | 56   | 比例近畿（大阪11区） | 自由民主党 | 6万9366票  | 33.45% | 1    | 2/3                | 3/9                          |
| 落   | 第49回衆議院議員総選挙   | 2021年10月31日 | 60   | 大阪11区             | 自由民主党 | 7万568票   | 29.83% | 1    | 2/3                | /                            |

## 所属団体・議員連盟
- 日本会議国会議員懇談会[35]
- 神道政治連盟国会議員懇談会[35]
- 日本の尊厳と国益を護る会[36]
- フラワー産業振興議員連盟 事務局長
- 畳振興議員連盟 事務局長
- 冠婚葬祭互助会議員連盟 幹事長
- 電気工事議員連盟 副会長
- 日アルゼンチン友好議員連盟 事務局長
- 日米国会議員連盟
- 日カナダ友好議員連盟
- 日露友好議員連盟
- 日仏友好議員連盟
- 日モンゴル友好議員連盟
- 日ミャンマー友好議員連盟
- 日シリア友好議員連盟 副会長
- ダボス会議議員連盟 事務局次長
- 少林寺拳法振興議員連盟
- サッカー外交推進議員連盟
- グローバル社会で日本の繁栄を考える国会議員連盟 会長
- 法華一乗会 事務局長[37]
- 日本の豆腐文化を守る議員連盟
- 看護問題を考える議員連盟
- 薬剤師問題を考える議員連盟
- 医療制度を考える議員連盟
- 衛生研究所に関する制度推進議員連盟 副幹事長
- 自動車議員連盟 幹事
- 中古車議員連盟
- 安全な自動車の車体を確保する議員連盟 事務局長
- FCV（燃料電池車）を中心とした水素社会実現を促進する研究会
- 海事振興議員連盟
- 証券市場育成議員連盟 事務局次長
- 商品先物取引推進議員連盟
- コンピューター会計推進議員連盟
- 税理士制度改革推進議員連盟
- 北陸新幹線整備振興議員連盟
- 中央リニア新幹線建設推進議員連盟 幹事
- 超党派大阪万博を実現する議員連盟 副幹事長
- 全日本不動産政策推進議員連盟
- 自民党賃貸住宅対策議員連盟 幹事
- 地域廃棄物適正処理推進議員連盟
- 地域包括ケアシステム・介護推進議員連盟
- 在宅医療推進議員連盟
- デジタル社会推進本部 幹事
- 日本経済成長戦略本部 幹事
- カーボンニュートラル推進本部 幹事
- 自民党動物愛護管理推進議員連盟[38]
- 「TPL（トーキョー・プロジェクツ・オブ・バイ・フォー・レディースの略） (小池百合子、猪口邦子、佐藤ゆかりの3人による共同設立)[39][40]

## 著書

### 単著
- 2008年7月 『日本経済は大転換できる！』PHP研究所、ISBN 9784569700144
- 2010年11月 『強い円、強い日本経済』東京書籍、ISBN 9784487804979

### 共著
- 2008年7月 TPL著『東京WOMEN大作戦』小学館、ISBN 9784093877947
  - 小池百合子、猪口邦子との共著
- 2020年4月 自民党女性議員飛躍の会著『女性議員が永田町の壁を砕く！』成甲書房、ISBN 9784880863702
  - 稲田朋美、猪口邦子、永岡桂子、森まさこ、太田房江、高橋ひなこ、尾身朝子、杉田水脈、鈴木貴子との共著